# Живко Радішич
Живко Радішич (серб. Живко Радишић; 15 серпня 1937 — 5 вересня 2021) — боснійський сербський політичний діяч, колишній член Президії Боснії і Герцеговини.

## Біографія
Народився в Прієдорі, Королівство Югославія (нині Боснія і Герцеговина) 1937 року. 1964 року закінчив факультет політичних наук Сараєвського університету. З 1977 до 1982 року займав пост мера міста Баня-Лука, другого за величиною міста Боснії. З 1982 до 1985 року очолював боснійське міністерство оборони в комуністичному уряді. 1996 року став одним із засновників Соціалістичної партії Республіки Сербської.
1998 року Радішич був обраний до складу Президії Боснії і Герцеговини від сербів. Очолював Президію у 1998–1999 та 2000–2001 роках.